# Холгер Бадщубер
Холгер Бадщубер (немски: Holger Badstuber) е германски професионален футболист, защитник. Преотстъпен от Байерн Мюнхен в Шалке 04. Започва кариерата си като централен защитник. От 2007 до 2009 г. е основен играч на Байерн Мюнхен ІІ. През сезон 2009/10 започва да бъде налаган в първия тим като ляв бек.

## Успехи
Байерн Мюнхен
- Бундеслига: 2009/10, 2012/13, 2013/14, 2014/15, 2015/16
- Купа на Германия: 2009/10, 2012/13, 2013/14, 2015/16
- Суперкупа на Германия: 2010, 2012, 2016
- Шампионска лига: 2012/13
- Суперкупа на Европа: 2013
- Световно клубно първенство: 2013